# Stanisław Ignacy Łaszczyński
Stanisław Ignacy Łaszczyński (ur. 31 lipca 1872 w Grabowie, zm. 5 września 1939 w Kielcach) – doktor nauk chemicznych, wynalazca, przemysłowiec, twórca pierwszego polskiego patentu z 1902 r. – otrzymywania miedzi i cynku metodą elektrolizy. Wynalazca materiału wybuchowego miedziankitu. Zrobił doktorat na uniwersytecie w Berlinie. W 1900 rozpoczął poszukiwania surowca w Miedziance na Kielecczyźnie dla eksperymentów Siemens & Halske AG w Wiedniu. Zastrzelony przez Niemców, upamiętniony pomnikiem na rogu ulic Sienkiewicza i Paderewskiego w Kielcach w 2019 r.

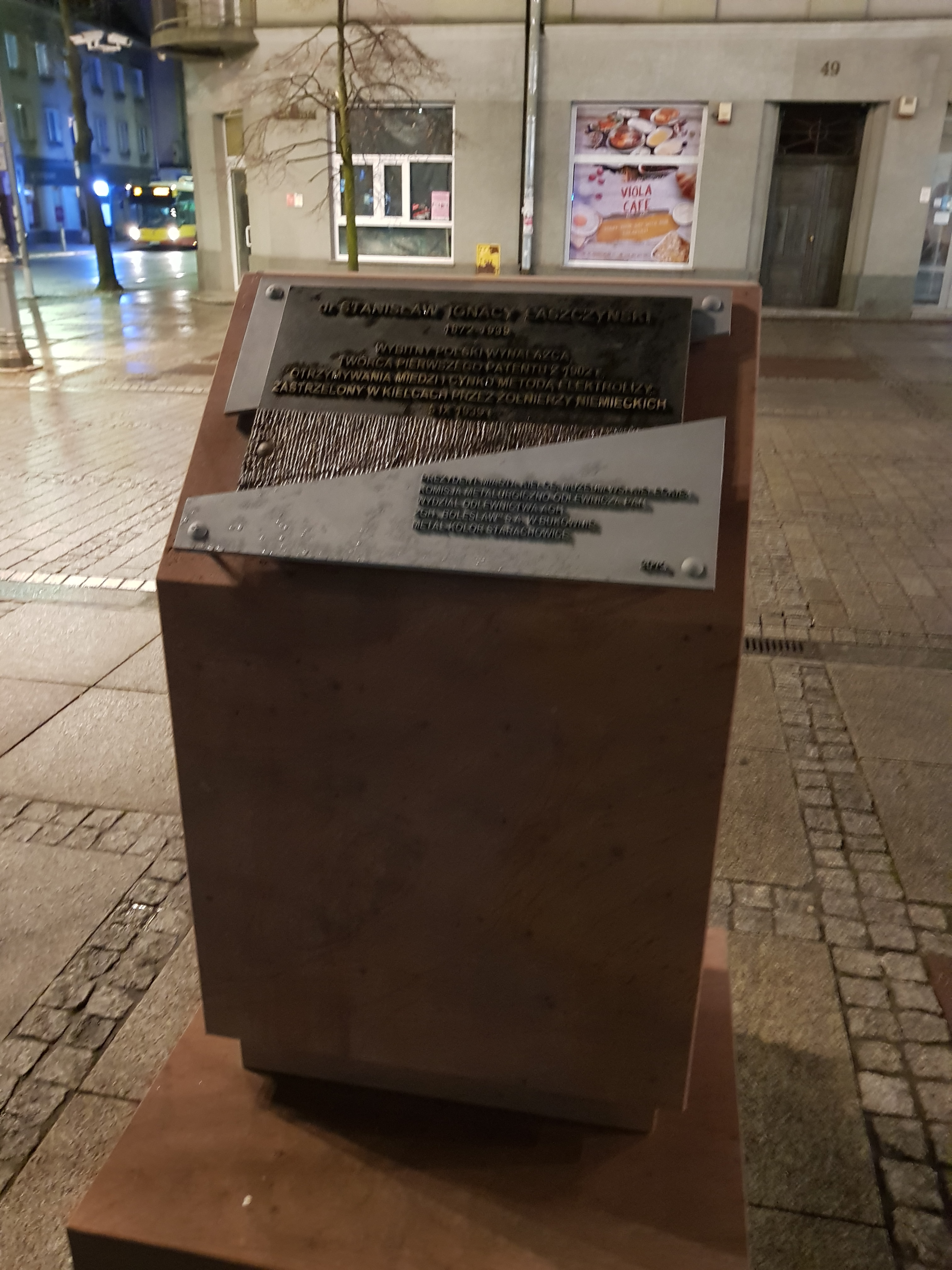
Pomnik Stanisława Ignacego Łaszczyńskiego w Kielcach